# Saltimbancos
Saltimbancos é uma longa metragem portuguesa, realizado por Manuel Guimarães, no ano de 1951 e é uma história adaptada do romance "O Circo" (1945), de Leão Penedo, sobre a vida e a morte de uma companhia de saltimbancos.
O filme começou a ser rodado em Junho e Julho de 1951, e teve sua estreia no Cinema Éden, em Lisboa.

## Sinopse
O universo subterrâneo e exótico do Circo Maravilhas – pequeno e decadente, tristonho e dramático na sua miséria, nos conflitos e fatalismo dos velhos artistas, na coragem da veterana trapezista, no trilhar errante duma aventura insolidária, onde o afecto e o companheirismo rasgam, no horizonte, uma esperança inextinguível...

## Elenco
- Andrade e Silva - Palhaço Rico
- António Rosa - Jongleur
- Artur Semedo - Tony
- Fernando Gusmão - Chico
- Helga Liné - Delmirinha
- Idalina Guimarães - Gabriela
- Irmãos Emilianos - Artistas do Circo
- Irmãos Leopoldos - Artistas do Circo
- Irmãs Jarques - Artistas do Circo
- Jaime Zenóglio - Jesuíno
- João Fernandes - Palhaço Pobre
- Jorge Tu-Ching - Fred
- José Victor - Felismino
- Manuel Correia - Adriani
- Maria Olguim - Miss Dolly
- Mariana de Castro
- Tina Coelho - Mulher dos Ovos
- Tómar - Artista do Circo
- Zetty e o Burro Canário - Artistas do Circo